# Уайт, Брайан Джей
Бра́йан Джо́зеф Уа́йт (англ. Brian Joseph White, род. 21 апреля 1975, Бостон, Массачусетс) — американский актёр, продюсер, модель, брокер, игрок в футбол и лакросс.

## Ранняя жизнь
Уайт родился в Бостоне, штат Массачусетс у финансового советника Эстель Боусер (англ. Estelle Bowser) и Джо Джо Уайта (англ. Jo Jo White), баскетболиста, играющего за Бостон Селтикс (англ. Boston Celtics), спортивного администратора и ресторатора. Он старший из шести детей. Он учился в старшей школе Ньютон Саут (англ. Newton South High School) и закончил Дартмутский колледж (англ. Dartmouth College), где был членом сообщества Бета Тета Пи (англ. Beta Theta Pi).

## Личная жизнь
В 2010 году Уайт женился на Пауле да Сильва (англ. Paula Da Silva). Они живут в Лос-Анджелесе, Калифорния.

## Фильмография

### Фильмы
| Год  | Русское название                        | Оригинальное название                         | Роль                 | Примечания           |
| ---- | --------------------------------------- | --------------------------------------------- | -------------------- | -------------------- |
| 1999 | Шафер                                   | The Best Man                                  | экстра               | В титрах отсутствует |
| 2001 | Я и миссис Джонс                        | Me and Mrs. Jones                             | Трейси Вайнрайт      |                      |
| 2004 | Трио: Эскорт                            | Trois: The Escort                             | Трент Мейер          |                      |
| 2004 | Мистер 3000                             | Mr. 3000                                      | Tи-Рекс              |                      |
| 2005 | Кирпич                                  | Brick                                         | Брэд Бремиш          |                      |
| 2005 | Грязное дело                            | Dirty                                         | детектив Сайед       |                      |
| 2005 | Привет семье!                           | The Family Stone                              | Патрик Томас         |                      |
| 2006 | DOA: Живым или мёртвым                  | DOA: Dead or Alive                            | Зак                  |                      |
| 2007 | Мотивы: Возмесзие                       | Motives 2                                     | Донован Кук          | Видео                |
| 2007 | Братство танца                          | Stomp the Yard                                | Сильвестер           |                      |
| 2007 | Папина дочка                            | Daddy's Little Girls                          | Кристофер            | В титрах отсутствует |
| 2007 | План игры                               | The Game Plan                                 | Джамаль Веббер       |                      |
| 2007 | Во имя короля: История осады подземелья | In the Name of the King: A Dungeon Siege Tale | коммандер Тариш      |                      |
| 2008 |                                         | Mama Black Widow                              | Отис Тилсон          |                      |
| 2008 | Багажник                                | The Trunk                                     | Энтони Блэкмон       |                      |
| 2009 | 12 раундов                              | 12 Rounds                                     | детектив Хэнк Карвер |                      |
| 2009 | Бой без правил                          | Fighting                                      | Эван Хейли           |                      |
| 2009 | Мои собственные ошибки                  | I Can Do Bad All By Myself                    | Рэнди                |                      |
| 2011 | Кардиолог                               | The Heart Specialist                          | доктор Рэй Говард    |                      |
| 2011 | Политика любви                          | Politics of Love                              | Кайл Франклин        |                      |
| 2012 | Хорошие поступки                        | Good Deeds                                    | Уолтер Дидс          |                      |
| 2012 | Хижина в лесу                           | The Cabin in the Woods                        | Дэниел Труман        |                      |

### Телевидение
| Год     | Русское название                  | Оригинальное название | Роль                  | Примечания                                           |
| ------- | --------------------------------- | --------------------- | --------------------- | ---------------------------------------------------- |
| 2000    |                                   | Moesha                | Гейб                  | Второстепенная роль; 3 эпизода                       |
| 2004–05 | Второй раз с начала               | Second Time Around    | Найджел Мьюз          | Основной состав; 13 эпизодов                         |
| 2003–08 | Щит                               | The Shield            | детектив Тавон Гаррис | Второстепенная роль; 11 эпизодов                     |
| 2006    | По справедливости                 | In Justice            | Скотт Берроуз         | Эпизод «Victims»                                     |
| 2007    | Футбольные жёны                   | Football Wives        | Кайл Джеймисон        | ТВ фильм                                             |
| 2007–08 | Лунный свет                       | Moonlight             | лейтенант Карл Дэвис  | Второстепенная роль; 7 эпизодов                      |
| 2009    | C.S.I.: Место преступления Майами | CSI: Miami            | Курт Сабин            | Эпизод «Head Case»                                   |
| 2009–11 | Мужчины среднего возраста         | Men of a Certain Age  | Маркус                | Основной состав; 16 эпизодов                         |
| 2011    | Следствие по телу                 | Body of Proof         | Брайан Холл           | Эпизод «Letting Go»                                  |
| 2012    | C.S.I.: Место преступления Майами | CSI: Miami            | Грег Маккалистер      | Эпизод «Terminal Velocity»                           |
| 2012–13 | Красавица и чудовище              | Beauty & the Beast    | Джо Бишоп             | Основной состав; 22 эпизода                          |
| 2013–14 | Заложники                         | Hostages              | полковник Томас Блэр  | Второстепенная роль; 8 эпизодов                      |
| 2014    | Особо тяжкие преступления         | Major Crimes          | Джеф Ли               | Эпизод «Letting It Go»                               |
| 2014    | Гавайи 5.0                        | Hawaii Five-0         | Джейсон Холльер       | Эпизод «Ka Makuakane»                                |
| 2015    | Форс-мажоры                       | Suits                 | Гаррет Брэйди         | Эпизод «Respect»                                     |
| 2015    | Скандал                           | Scandal               | Франклин Рассел       | Второстепенная роль; 5 эпизодов                      |
| 2015    | Полиция Чикаго                    | Chicago P.D.          | Даллас Паттерсон      | Эпизод «A Dead Kid, a Notebook, and a Lot of Maybes» |
| 2015    | Пожарные Чикаго                   | Chicago Fire          | Даллас Паттерсон      | Второстепенная роль; 8 эпизодов                      |

### Театр
| Год  | Русское название     | Оригинальное название        | Роль | Примечания |
| ---- | -------------------- | ---------------------------- | ---- | ---------- |
| 2012 | Что мой муж не знает | What My Husband Doesn't Know | Пол  |            |